# 김천 봉곡사 명부전 목조지장삼존상 및 시왕상
김천 봉곡사 명부전 목조지장삼존상 및 시왕상(金泉 鳳谷寺 冥府殿 木造地藏三尊像 및 十王像)은 대한민국 경상북도 김천시 대덕면 조룡리, 봉곡사에 있는 조선시대의 불상이다. 2008년 4월 28일 경상북도의 유형문화재 제405호로 지정되었다.

## 개요
이 불상은 지장보살좌상을 중심으로 좌우에 侍立한 무독귀왕과 도명존자의 지장보살삼존상 및 의자상인 10구의 시왕과 立像인 녹사 2구, 판관 2구, 인왕 2구 등 도합 19軀이다. 지장보살좌상은 최근에 개금하였고 시왕상과 그 권속들도 전면적으로 改彩한 것으로 보인다. 승려머리를 한 지장보살좌상은 엄지와 중지를 맞댄 손모양이며, 입상의 젊은 승려모습인 도명존자는 합장했으며 무독귀왕은 관을 쓰고 홀을 들었다. 『鳳谷寺 重修事蹟』에 의하면 1690년에 제작된 것으로 기록되어 있어 명부전을 중건하면서 새롭게 제작하여 봉안한 것으로 추정된다. 17세기 중후반에 성행한 조선 후기 木造佛像으로 현존하는 지장삼존상 가운데 연대가 올라가는 작품이라는 점에서 一括(19軀)하여 有形文化財로 지정한다.

## 참고 자료
- 김천 봉곡사 명부전 목조지장삼존상 및 시왕상 - 국가유산청 국가유산포털